# André et Jean Polak
Pour les articles homonymes, voir Polak.
 (mai 2016).
Si vous disposez d'ouvrages ou d'articles de référence ou si vous connaissez des sites web de qualité traitant du thème abordé ici, merci de compléter l'article en donnant les références utiles à sa vérifiabilité et en les liant à la section « Notes et références ».
 (janvier 2018).

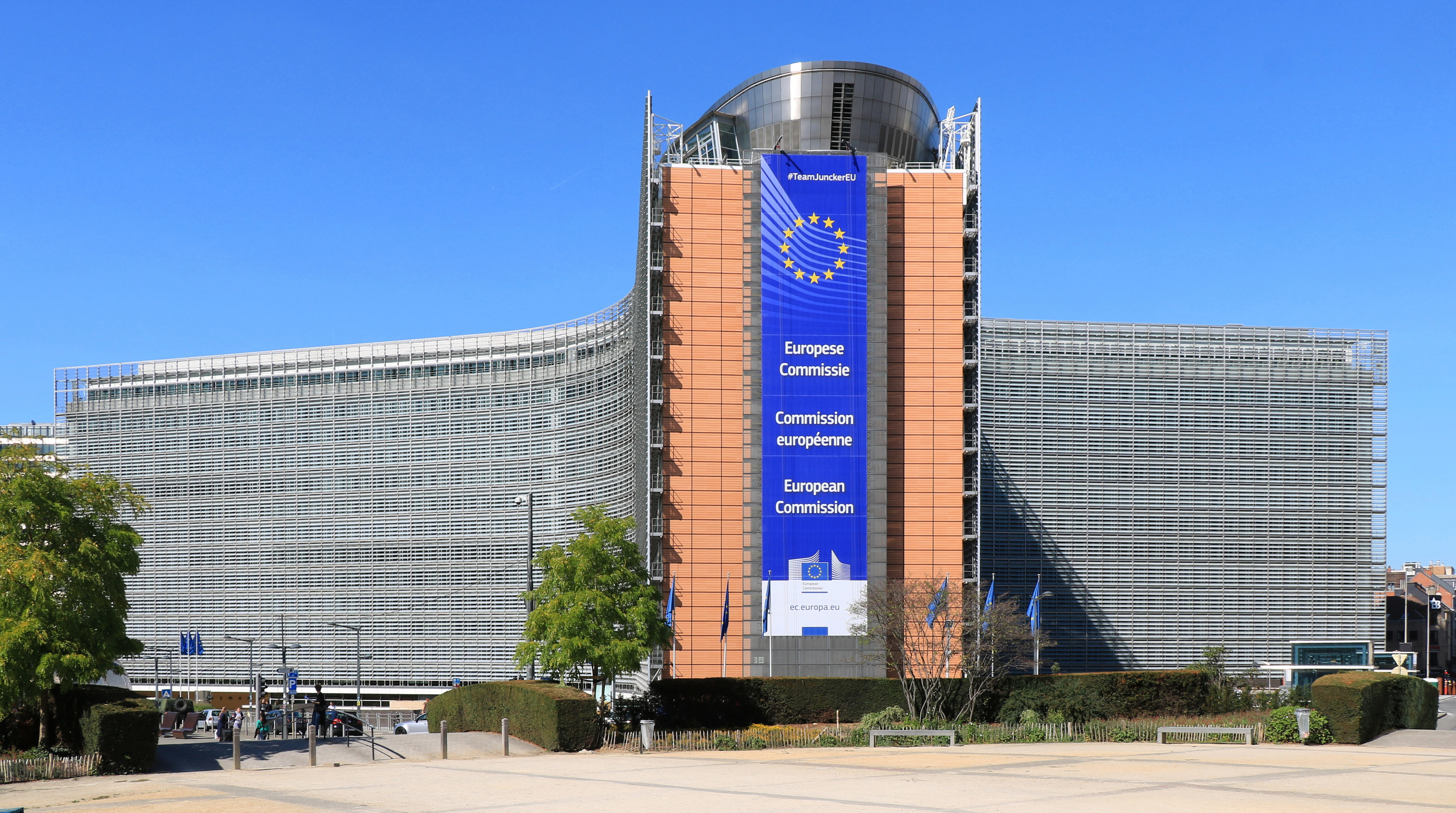
Le Berlaymont (siège de la Commission européenne), dont André et Jean Polak furent architectes opérationnels.

André (né à Montreux le 19 janvier 1914 et décédé à Hoeilaart le 2 avril 1988) et Jean Polak (né à Montreux le 13 juin 1920 et décédé à Uccle le 16 février 2012), fils de Michel Polak auteur de la villa Empain à Bruxelles, étaient à l’origine d’un grand nombre de bâtiments principalement à Bruxelles et en Belgique dont l’emblématique Atomium construite en 1958 en collaboration avec l’ingénieur André Waterkeyn. Ils participèrent activement à la transformation de Bruxelles après la Seconde Guerre mondiale en travaillant pour la promotion immobilière.

## Débuts
André Polak sera diplômé de l’École des beaux-arts de Paris en 1941 et fréquentera parallèlement l’Institut supérieur d’urbanisme de l’Université de Paris. Jean Polak, lui, sera diplômé en 1943 de l’Atelier Henry Lacoste à l’Académie de Bruxelles. Ils débuteront leur carrière d’architecte en 1946 dans le bureau de leur père Michel Polak jusqu’à sa mort en 1948. Ils collaboreront notamment sur le projet de Bureaux du Services des Contributions (1946-49, Bruxelles) et le campus du CERIA (1948, Bruxelles).

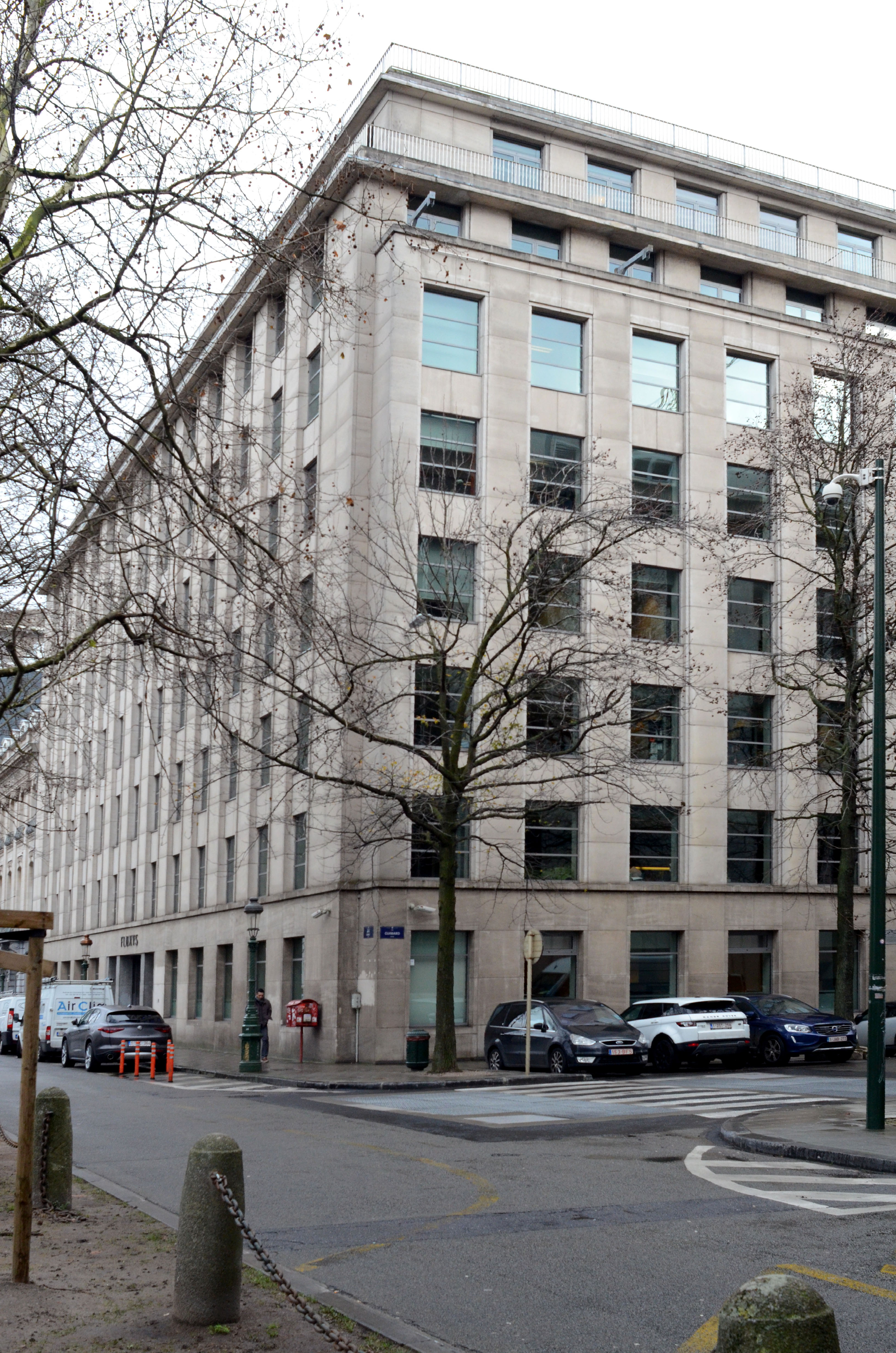
Immeuble de bureaux pour les AG, 1956

Dans les années 1950, ils réaliseront principalement des immeubles de bureaux dans un style monumental classicisant et sobre comme la Banque du Congo (1950) ou l’immeuble de bureau pour les AG (1956).[réf. nécessaire]

## Atomium

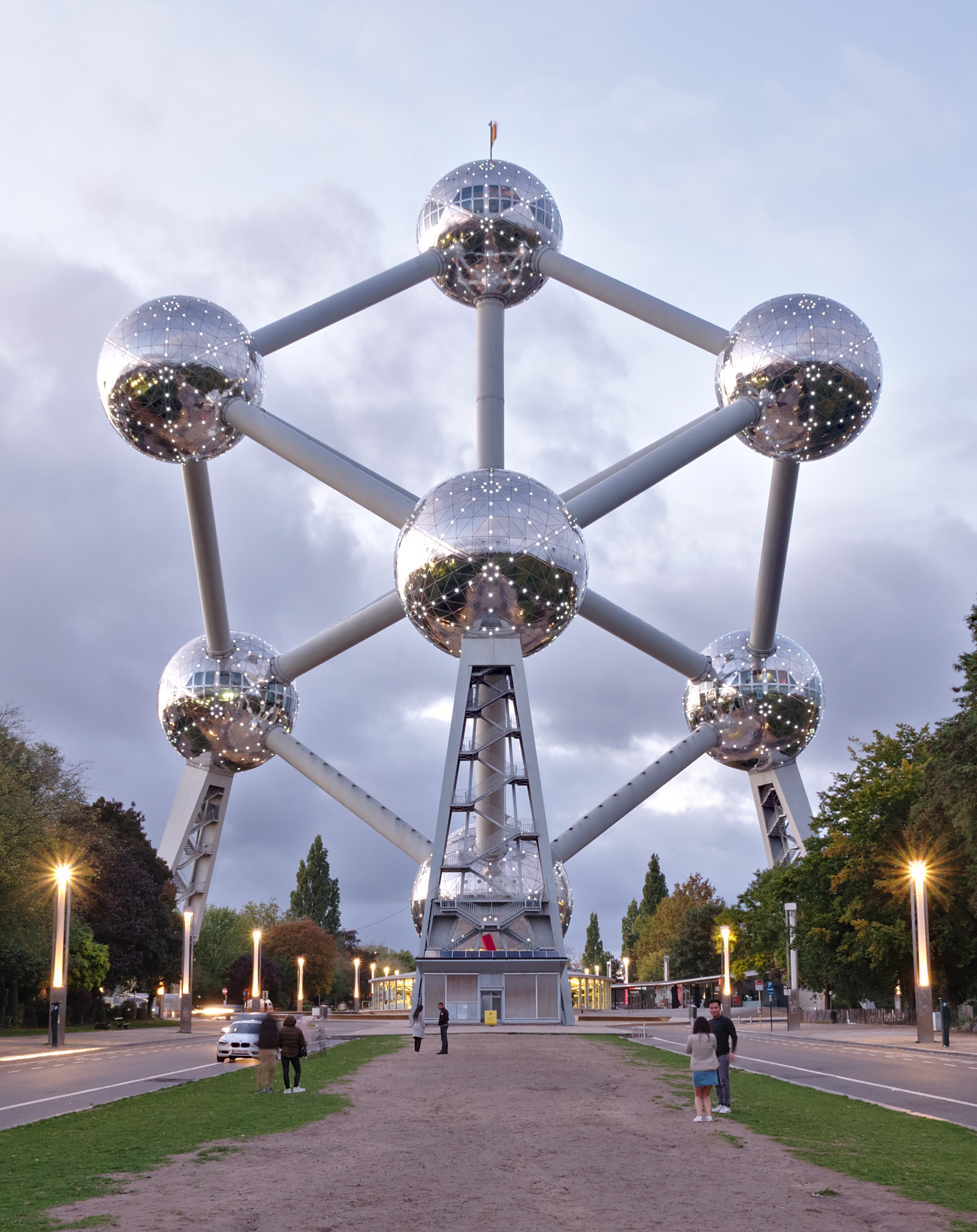
Atomium

Conçue dans le cadre de l’Exposition Universelle de 1958 à Bruxelles avec l’ingénieur André Waterkeyn, l’Atomium marque un moment clé dans la carrière des architectes mais également dans l’histoire de l’architecture en Belgique. Dans une interview, André Polak décrit l’Expo 58 comme une période particulière pendant laquelle on « osait oser » et dont une certaine forme de liberté laissait la possibilité à l’expérimentation. En cela, les réalisations de l’expo 58 ne sont pas représentatives de celles de l’époque mais ont permis néanmoins de se détacher enfin du monumentalisme et du goût pour la symétrie d’avant-guerre. L’Atomium, (maille d') un cristal de fer agrandi 165 milliards de fois, est leur réalisation la plus fameuse et est apparue « lors d’une réunion entre amis ». Entre les « boules lampadaires » et les « sphères au bout des longues tiges », l’Atomium a fait l’objet de nombreux avant-projets diversifiés.

## Années 1960-1980
À partir des années 1960, les architectes poursuivent l’élan de l’Expo 58 et en oublient complètement leurs réalisations précédentes. Jusqu’en 1970, ils construiront une dizaine d’usines en dehors de Bruxelles comme celle de Parke Davis et Cie à Bornem (1961). Ils conçoivent également quelques grands magasins emblématiques pour lesquels ils abandonnent en quelque sorte leurs influences Style international.
À Bruxelles, la puissance des promoteurs immobiliers domine et c’est donc l’époque à laquelle émergent la plupart des tours de bureau à plateaux flexibles et façades rideaux faites de béton, d'acier et de verre. Les architectes Polak se trouvent au cœur de ces nouvelles constructions, ils produisent une architecture aux influences fonctionnalistes adaptée au marché immobilier. Certains bâtiments auxquels ils participent auront un impact réel sur l'évolution de la ville de Bruxelles et amèneront à la destruction de bâtiments historiques.

### Influence modernistes etstyle international
Parmi leurs réalisations, les suivantes ont été les plus marquantes :

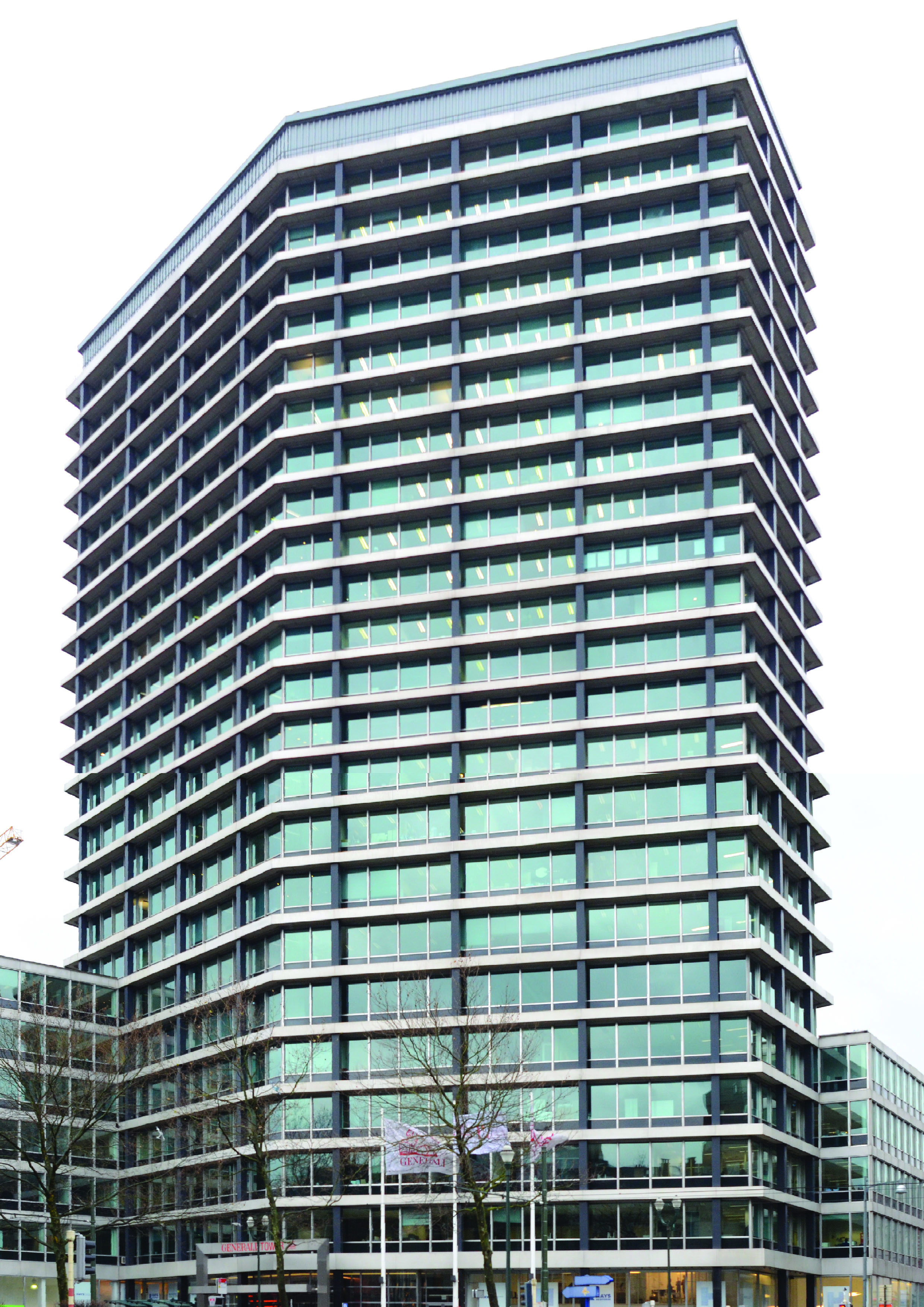
Tour Trieste ou Generali, 1966

La Tour Trieste (ou Generali) érigée à l’angle de l’avenue Louise et de la rue Defacqz en 1966, est un complexe d'immeubles de bureaux de style international. La tour à plan orthogonal, est entourée de deux volumes plus bas reliant les gabarits environnant. La densification en hauteur permet de créer une esplanade aux influences américaines au rez-de-chaussée. Les façades sont composées de fenêtres en bandeau séquencées par la saillie des plateaux en béton. La cafétéria a été conçue par les architectes d'intérieur J.Honhon et associés.
Le Centre administratif européen (1970) au Berlaymont en association avec Lucien De Vestel et Jean Gilson.
Le Centre monnaie (1971) en association avec J. Cuisinier, J. Gilson, le Groupe Structures et R. Schuiten, est construit à la place de l’Hôtel des postes et télégraphes face au théâtre de la Monnaie et participe au phénomène de bruxellisation.
La tour WTC I (1973) fait partie du plan Manhattan dessiné par le Groupe Structures dont le but est « d'édifier un centre d’affaires composé de huit tours de 100 m de haut posées sur une dalle surélevée ».
Bien que les architectes aient participé à la réalisation de ces grands projets, à part la tour Trieste, il est difficile de connaître leur rôle exact dans le déroulement du projet. Il semblerait que les architectes aient une capacité à s'adapter à la demande, en bons hommes d'affaires.
Parallèlement, ils construisent un nombre considérable de bureaux à structure en béton armé, à l'image des immeubles de bureau pour compte de la M.L.O Limited (1974) rue de la Loi et de ceux pour la Wingate investments ltd (1974) rue Belliard.

### Grands magasins et palais d'exposition

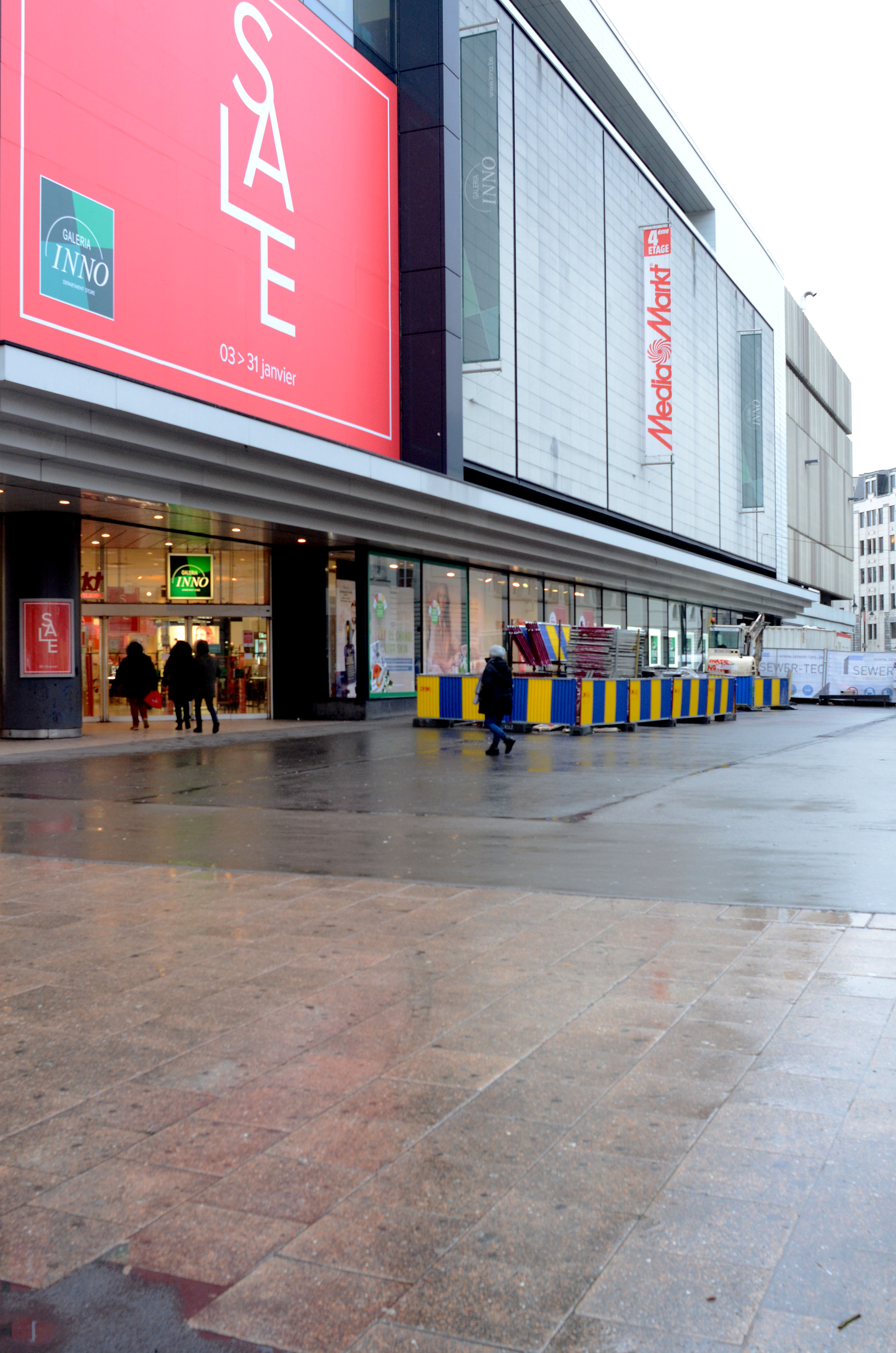
Magasins "À l'Innovation" conçu en 1970, état actuel

Parmi ces réalisations à influence fonctionnaliste, se distinguent toutefois la réalisation de magasins emblématiques pour lesquels ils mettent de côté les façades rideaux faites de béton, d'acier et de verre, et développe un style propre à chaque bâtiment.
Ils seront à l'origine, avec les ingénieurs-architectes E. Toint et J. Dejong, en 1960, d'un des premiers grands magasins modernes de Bruxelles, l'ancien Grands magasins à la Bourse. Le bâtiment est construit à partir d'une structure métallique habillée de Préflex et de hourdis en béton. La construction s'est déroulée en six mois. Le but était de maximiser l'espace de vente qui se partage entre le rez-de-chaussée, le sous-sol et deux étages. La façade en granit gris est pourvues de deux baies en bandeaux. L'aménagement intérieur fut réalisé par l'architecte J.G. Thual (Paris).
En 1968, ils conçoivent le magasin Garden Store sur l'avenue Louise. Ils transforment deux maisons mitoyennes en magasin et adoptent un style ornementé, à l'opposé de ce qu'ils réalisent pour les immeubles de bureau. Le magasin a connu plusieurs rénovation dont la première en 2000 par l'architecte Pierre Vanden Broeck, la seconde en 2017 par les architectes DDS+.
La reconstruction des magasins « À l’Innovation » (1970) rue Neuve en association avec René Stapels, se veut presque brutaliste. Aujourd'hui, la façade avant a été grandement modifiée, mais la façade arrière, celle du parking, est restée intacte.
Le Palais 11 (1977) au Heysel adopte également l'influence brutaliste.

## L'association avec René Stapels
En 1967, André et Jean Polak s'associent avec l'architecte René Stapels et créent le bureau Polak-Stapels. Ils seront actifs surtout à Bruxelles mais réaliseront également des projets en Côte d’Ivoire, en Arabie Saoudite et au Nigeria. Avec René Stapels, les architectes Polak travaillent sur des immeubles de bureaux et du commerce mais pas seulement puisqu'ils collaborent sur le projet de l'îlot Le Parnasse à Ixelles, parcelle à échelle urbaine de 3 hectares accueillant logement, bureaux et commerces. Durant cette période, A. et J. Polak continuent à travailler sur des projets tous les deux. Le bureau employait beaucoup de monde, en effet, René Stapels, André et Jean Polak étaient des "architectes d'affaire".

## Après 1980
André et Jean Polak poursuivent leur carrière et s'adaptent en même temps aux mouvances de l'époque. Dans leurs réalisations plus tardives, il semblerait qu'ils se tournent vers une forme de postmodernisme, style qui dominait à cette époque-là.

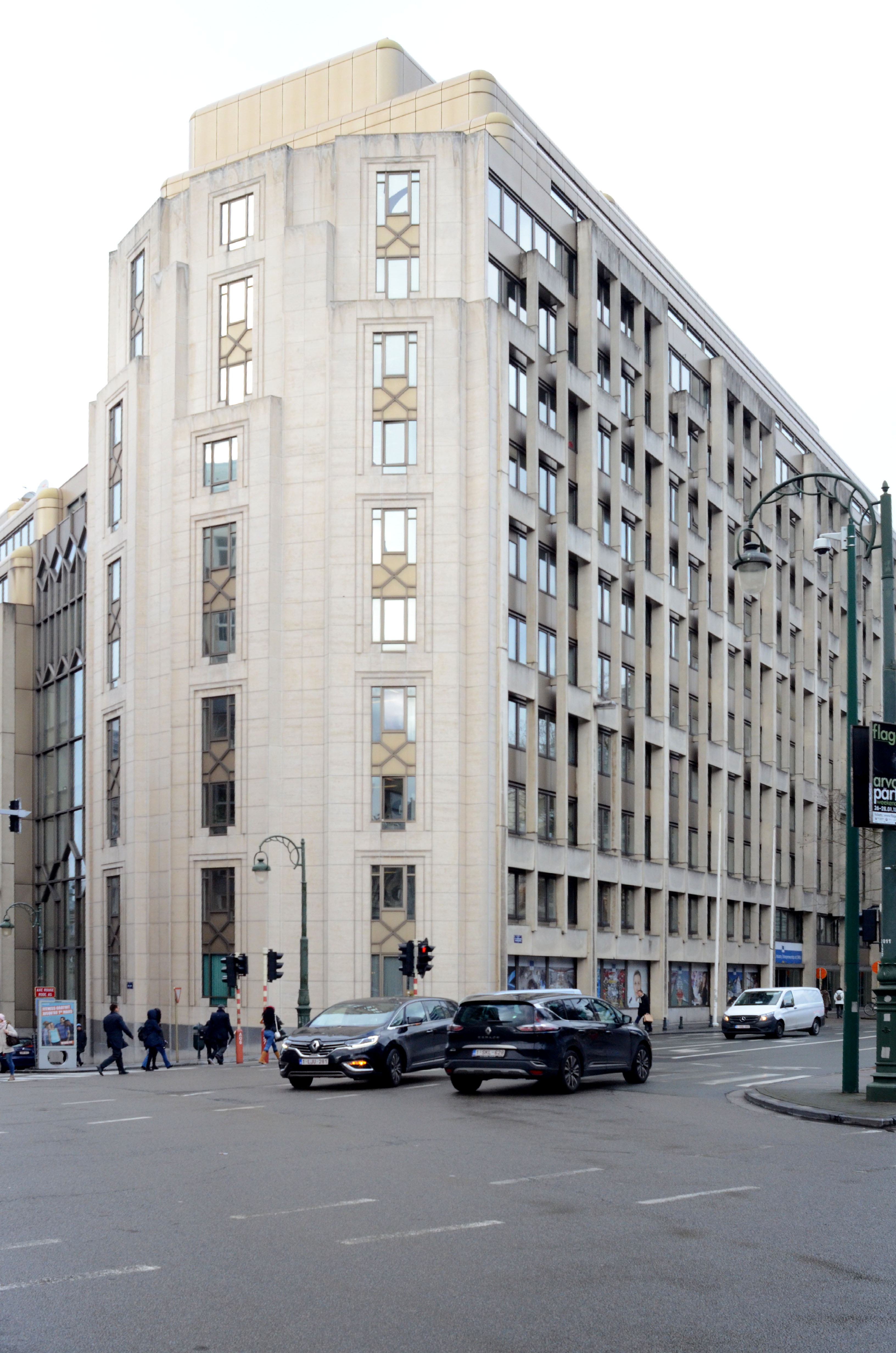
Complexe Breydel construit en 1989, état actuel

Le Complexe Breydel, construit en 1989, illustre bien l'évolution de leur travail. L'ornementation en façade réapparaît et utilisent du granit, de la pierre blanche et des éléments en aluminium bronzé. Ce souci pour l'ornementation se retrouve également dans la réalisation de l'immeuble de bureaux pour Honeywell en 1987 (extension en 1990).

## Réalisations
Cette liste comprend toutes les réalisations des architectes André et Jean Polak confirmées à ce jour mais dont l'état n'a pas pu être vérifié pour tous.

### À Bruxelles
- 1946-49 : Bureau du Service des Contributions en association avec Michel Polak, rue de Palais 48-52-62. État : intact.
- 1948 : Campus du C.E.R.I.A. en association avec Antoine Courtens et Michel Polak, rue des Grives 49,51,53 et avenue Emile Gryson 1, 45. État : intact.
- 1950 : Banque du Congo, rue Cantersteen, Bruxelles. État : intact.
- 1953 : Immeuble à appartements en association avec J. Saintenoy, avenue de Tervueren 12, Bruxelles. État : intact.
- 1954-58 : Immeuble des « A.G. », rue Royale, de la Loi et de la Chancellerie, Bruxelles.
- 1956 : Bureau pour les A.G., avenue des Arts 31, Bruxelles. État : intact.
- 1958 : L’Atomium en association avec André Waterkeyn, Bruxelles. État : rénové en 1990.
- 1960 : Ancien Magasin à la Bourse en association avec les ingénieurs-architectes E. Toint, J. Dejong et J.G. Thual, Chaussée d’Ixelles 69, Bruxelles. État : intact.
- 1966 : Tour Trieste (Generali), à l’angle de l’avenue Louise et de la rue Defacqz, Bruxelles. État : intact.
- 1968 : magasins Garden Stores, avenue Louise, Bruxelles. État : rénové en 2000 et en 2015.
- 1969 : immeubles de bureaux pour « Le Patrimoine », avenue Louise 138-140, Bruxelles. État : intact.
- 1970 : Centre administratif européen en association avec Lucien De Vestel et Jean Gilson, au Berlaymont, Bruxelles. État : rénové.
- 1971 : Complexe Poste en association avec J. Cuisinier, J. Gilson, le Groupe Structures et R. Schuiten, place de la Monnaie, Bruxelles. État : rénové en 2015.
- 1971-75 : deux immeubles pour compte de la compagnie Lambert, rue Joseph Bens 49, Bruxelles.
- 1973 : immeuble de bureaux pour la Sun insurance office, rue Montoyer 17-19, Bruxelles.
- 1973 : Immeuble de la Caisse spéciale pour allocations familiales des communes, Bruxelles.
- 1973 : Agrandissement et transformation de l'hôtel Atlanta, rue Neuve, Bruxelles.
- 1974 : immeubles de bureaux pour la Wingate investments ltd, rue Belliard, Bruxelles.
- 1975 : immeubles de bureaux, avenue de Tervueren 156-162, rue de la Loi, rue Cortenbergh 69-71.
- 1977 : bureaux La Dernière Heure, boulevard Emile Jacqmain, rues du Pont-Neuf et Saint-Pierre. État : rénové en 2003.
- 1978 : immeubles de bureaux Marubeni Benelux, avenue Louise, chaussée de Vleurgat et rue Tenbosch.
- 1980 : résidence "La Vallée", rue de la Vallée 55.
- 1982 : immeuble de bureaux et salle de conférence du Parlement européen en association avec I. Turegun, rue Belliard.
- 1982-88 : rénovation et transformation du Palais du Midi, boulevard Maurice Lemonnier.
- 1983 : immeuble de bureaux Assubel, rue des Hirondelles.
- 1984 : immeuble de bureaux pour la Banque nationales de Belgique, rue des Comédiens.
- 1985 : Bruxelles rénovation de l'Hôtel Continental pour compte de la société d'assurances Assubel, place de Brouckère.
- 1987 : immeuble de bureaux Honeywell, avenue du Bourget et Bâle.
- 1987 : immeuble de la Commission des Communautés européennes, rue de la Loi 120, chaussée d'Etterbeek et rue Joseph II.
- 1989 : complexe Breydel (C.E.E.) en association avec M. Vanden Bossche, avenue d'Auderghem, rue Belliard et rue Breydel.
- 1989 : immeuble à appartements, rue Errera 34.
- 1990 : hôtel Saprotel rue Bodenbroeck et impasse Saint-Jacques.
- 1990 : rénovation de l'îlot Pont-Neuf, de Laeken et du Cirque.
- 1991 : immeuble à appartements pour l'ambassade de l'U.R.S.S..
- 1992 : extension des bureaux Bayer, avenue Louise.

### En association avec René Stapels
- 1970 : Reconstruction des magasins À l’Innovation en association avec René Stapels, rue Neuve, Bruxelles.
- 1973 : WTC I en association avec Cl. Emery, le Groupe Structures et R. Stapels, Bruxelles.
- 1975 : centre d'ordinateurs et de bureaux pour Control Data Cybernetics.
- 1980-90 : Îlot "Le Parnasse", immeuble à appartements et de bureaux.
- 1982 : Centre international du commerce, bureaux ministériels et immeuble Aniaman.
- 1983 : ensembles résidentiels, immeubles de bureaux, centre sportif etc. Arabie Saoudite.
- 1988 : extension du Brussels international Trade Mart, square de l'Atomium, Bruxelles.

### En Belgique
- 1961 : usine Parke Davis et Cie, Bornem.
- 1963 : usine Upjohn overseas corporation, Puurs.
- 1963 : usine Capsugel, Bornem.
- 1964 : usine Culligan, Diegem.
- 1965 : usine textile Liebaert, Deinze.
- 1965 : usine Ampex, Nivelles.

- 1966 : usine pour compte de The prestige group limited, Tessenderloo.
- 1967 : bureaux et entrepôt de la s.a Nestlé, Mollem.
- 1967 : usine Hyster, Tessenderloo.
- 1968 : usine General Motors continental en association avec Hugo Van Kuyck, Anvers.
- 1970 : usine Baxter, Lessines.
- 1971 : immeuble de bureau pour la Compagnie belge d’assurances des classes moyennes, Gand.
- 1971 : nouvel hôpital, Dinant.
- 1976 : bureaux et entrepôts Hurst and Houtser, Vilvorde.
- 1981 : General Motors Continental et bâtiment industriel Paint shop en association avec Jamagne et Vander Elst.
- 1983 : usines de la s.a. Welcome, Erembodegem.
- 1983 : extension de l'Athénée royal.
- 1986 : nouveau siège de la Société générale de banque en association avec H. Bonhomme et C. Ghijsen, Liège.
- 1990 : dépôt pour la S.A. Miele, Mollem.

### Ouvrages
- Administration du patrimoine culturel, Ministère de la communauté française, Le Patrimoine Monumental De La Belgique, vol. 1A, Liège, Éditions Solédi, 1971
- Maurice Culot, Bruxelles Architectures de 1950 à aujourd'hui, Bruxelles, AAM éditions, 2013
- De Hens Georges et Martiny V.G., Académie royale des beaux-arts de Bruxelles ISAVH : Une école d’architecture, des tendances 1766-1991, Bruxelles, Presses de l'Académie royale des Beaux-Arts de Bruxelles Services, 1989.
- Van Loo Anne, Dictionnaire de l’architecture en Belgique de 1830 à nos jours, Anvers, Fonds Mercator, 2003

### Revues périodiques
- LOZE PIERRE, « André Polak », dans : A+, n°82, 1983, p. 20
- « La tour Louise à Bruxelles », dans : Architecture, n°80, novembre-décembre 1967, p. 846
- « Nouvel immeuble d’une banque à Bruxelles », dans : Architecture-Urbanisme habitation, n°2 vol.13, février 1953, p. 20-21
- « Immeubles d’appartements », dans : D’architecture et d’urbanisme, n°8 vol.8, août 1953, p. 97-99
- « Nouvel immeuble d’une banque à Bruxelles », dans : D’architecture et d’urbanisme, n°6 vol.15, 1955, p. 69
- Polak Andre et Jean, « La contribution des architectes à la réalisation de l’Atomium », dans : Acier-Stahl-Steel, n°7-8, juillet-août 1958, p. 301
- «Grands Magasins de la Bourse à Ixelles (Belgique)», dans : Acier-Stahl-Steel, 4, 1960, p. 179-183
- « Un nouveau ‘’Palais 11’’ au Heyzel », dans : Béton, n°41, 1977, p. 35-42
- « Au cœur de Bruxelles, le nouvel inno-centre », dans : Environnement, n°4, avril 1970, p. 105-120
- « Immeuble de bureaux à Bruxelles », dans : Habitat et habitations, vol.16 n°7, Juillet 1956, p. 81-84
- Delétang, M., «Le grand magasin de la Bourse, à Ixelles», dans : La Maison, 5, 1960, p. 155-157
- « La tour Louise à Bruxelles » dans : La maison, n°1, janvier 1968, p. 33
- « Reconstruction du grand magasin « Innovation » à Bruxelles », dans : La technique des travaux, n°11-12, novembre décembre 1970 p. 317-333.
- « Centre « Monnaie » : la grand’poste et le centre administratif de Bruxelles », dans : La technique des travaux, n°9-10, septembre octobre 1971, p. 241-258

### Mémoires, thèses
- Inglisa ALISON, "René Stapels", Mémoire de master en architecture, sous la direction de Maurizio Cohen, Bruxelles, Faculté d'architecture La Cambre-Horta, 2017.